# Dia da Lealdade (Estados Unidos)
O Dia da Lealdade é celebrado a 1 de maio nos Estados Unidos. Foi proclamado pelo Presidente Dwight D. Eisenhower como um dia para declarar lealdade aos Estados Unidos da América e para reconhecer a história americana.
A data, 1 de maio, foi fixada para contrariar o Dia Internacional dos Trabalhadores e foi reconhecida pelo Congresso dos Estados Unidos durante a época do Macarthismo.
Todos os anos, no Dia da Lealdade, o atual presidente é solicitado a emitir uma proclamação que pede aos funcionários do governo americano que exibam a bandeira americana em todos os edifícios governamentais. As proclamações também pedem ao povo americano que observe o Dia da Lealdade com cerimônias em locais apropriados. A forma mais comum de celebração é com desfiles.